# New Hampshire: A Poem with Notes and Grace Notes
New Hampshire: A Poem with Notes and Grace Notes is een dichtbundel geschreven door de Amerikaanse dichter Robert Frost. De bundel werd voor het eerst gepubliceerd in 1923 en ontving in 1924 de Pulitzerprijs voor poëzie. Het titelgedicht, New Hampshire, dient als het middelpunt van de bundel en wordt vergezeld door een reeks kortere gedichten, aangeduid als Notes en Grace Notes. Het bekendste gedicht in de bundel is Stopping by Woods on a Snowy Evening

## Gedichten
- New Hampshire
- A Star in a Stone-Boat
- The Census-Taker
- The Star-Splitter
- Maple
- The Ax-Helve
- The Grindstone
- Paul's Wife
- Wild Grapes
- Place for a Third
- Two Witches
- An Empty Threat
- A Fountain, a Bottle, a Donkey's Ears, and Some Books
- I Will Sing You One-O
- Fragmentary Blue
- Fire and Ice
- In a Disused Graveyard
- Dust of Snow
- To E.T.
- Nothing Gold Can Stay
- The Runaway
- The Aim Was Song
- Stopping by Woods on a Snowy Evening
- For Once, Then, Something
- Blue-Butterfly Day
- The Onset
- To Earthward
- Good-by and Keep Cold
- Two Look at Two
- Not to Keep
- A Brook in the City
- The Kitchen Chimney
- Looking for a Sunset Bird in Winter
- A Boundless Moment
- Evening in a Sugar Orchard
- Gathering Leaves
- The Valley's Singing Day
- Misgiving
- A Hillside Thaw
- Plowmen
- On a Tree Fallen Across the Road
- Our Singing Strength
- The Lockless Door
- The Need of Being Versed in Country Things

## Externe Links
- New Hampshire: A Poem with Notes and Grace Notes